# 799 (numero)
Settecentonovantanove (799) è il numero naturale dopo il 798 e prima dell'800.

## Proprietà matematiche
- È un numero dispari.
- È un numero composto, con 4 divisori: 1, 17, 47, 799. Poiché la somma dei suoi divisori (escluso il numero stesso) è 65 < 799, è un numero difettivo.
- È un numero semiprimo.
- È un numero odioso.
- È un numero congruente.
- È un numero intero privo di quadrati.
- È un numero palindromo e un numero ondulante e nel sistema di numerazione posizionale a base 21 (1H1).
- È parte delle terne pitagoriche (376, 705, 799), (799, 960, 1249), (799, 6768, 6815), (799, 18768, 18785), (799, 319200, 319201).

## Astronomia
- 799 Gudula è un asteroide della fascia principale del sistema solare.
- NGC 799 è una galassia spirale della costellazione della Balena.

## Altri ambiti
- La Route nationale 799 è una strada statale della Francia.
- Cosmos 799 (Zenit 2M) è un satellite artificiale russo.